# Tennistoernooi van Memphis 2006
Het tennistoernooi van Memphis in 2006 werd van 19 tot en met 26 februari 2006 op de hardcourt-binnenbanen van de Racquet Club of Memphis in de Amerikaanse stad Memphis (Tennessee) gespeeld. De officiële naam van het toernooi was Regions Morgan Keegan Championships and the Cellular South Cup.
Het toernooi bestond uit twee delen:
- WTA-toernooi van Memphis 2006, het toernooi voor de vrouwen (19–25 februari)
- ATP-toernooi van Memphis 2006, het toernooi voor de mannen (20–26 februari)

ATP-toernooi van Memphis – WTA-toernooi van Memphis

2002 · 2003 · 2004 · 2005 · 2006 · 2007 · 2008 · 2009 · 2010 · 2011 · 2012 · 2013